# Eupteryx abzaga
Eupteryx abzaga är en insektsart som beskrevs av Dlabola 1965. Eupteryx abzaga ingår i släktet Eupteryx och familjen dvärgstritar. Inga underarter finns listade i Catalogue of Life.